# 杭州国际体育中心
杭州国际体育中心位于杭州市余杭区未来科技城，总用地面积约26.1万平米，总投资逾95亿元，规划建设“一场两馆”——6万座的专业足球场、1.8万座的综合体育馆和3000座的游泳跳水馆。计划于2027年年初完工投入使用。

## 简介
国际体育中心是杭州未来科技文化中心（位于杭州未来科技城核心区）的重要组成部分，占地面积约395.85亩，地址位于林场港以东、文二西路以南，水乡北路以北，创景路以西。建设方为余杭城投集团，英国的扎哈哈迪德建筑事务所负责设计。2023年8月1日开始招标，2023年10月专业足球场开工。2024年2月，综合体育馆和游泳跳水馆项目开工。

## 场馆介绍

### 专业足球场
专业足球场呈碗形结构，总建筑面积约30万平米，有6万个座位，高61米，南北跨度超300米，东西跨度约270米。可承办国际最高规格的足球赛事。

### 体育馆
有1.8万座。

### 游泳跳水馆
有3000个座位。

## 附近建筑
- 杭州未来国际演艺中心，预计2028年完工。